# Koza Mostra
Koza Mostra er en græsk musikgruppe. De repræsenterede Grækenland i Eurovision Song Contest 2013 med sangen "Alcohol Is Free"
| Musikgruppe | Spire Denne artikel om en musikgruppe er en spire som bør udbygges. Du er velkommen til at hjælpe Wikipedia ved at udvide den. |